# Koppenberg
O Koppenberg é uma colina pavimentada  conhecida por albergar —em seus tempos—, no primeiro domingo de abril, a Volta à Flandres, o segundo dos cinco monumentos do ciclismo.
O Koppenberg incluiu-se pela primeira vez na edição de 1976, ganhada pelo belga Walter Planckaert.
O Koppenberg apareceu pela primeira vez na edição de 1976 e de novo todos os anos até 1987, quando foi excluído até 2002. Desde então converteu-se num ponto focal da corrida, excepto em 2007, quando as calçadas deteriorados estavam fora dos limites para a renovação.
Esta subida faz parte da conhecida prova ciclista profissional Tour de Flandres, que faz parte do calendário UCI ProTour.
É temida por muitos ciclistas devido a sua extrema pendente (de 22% nas zonas com mais dificuldade) além de que a rota está coberta com calçada. Isto faz que Koppenberg seja extremamente difícil de negociar inclusive para os ciclistas de elite.
Muito com frequência, os ciclistas reduzem a sua velocidade quase chegando no ponto de perder o equilíbrio (muito frequente entre os que encaram a subida quando estão a rodar na parte traseira do pelotão) com o qual devem baixar da bicicleta e prosseguir a marcha a pé até a cume, empurrando a bicicleta, já que resulta impossível se subir de novo à bicicleta.
Estrategicamente, pese a situar-se longe da linha de meta (em 2006, no km 185 de um total de 259), costuma provocar uma forte selecção da corrida.

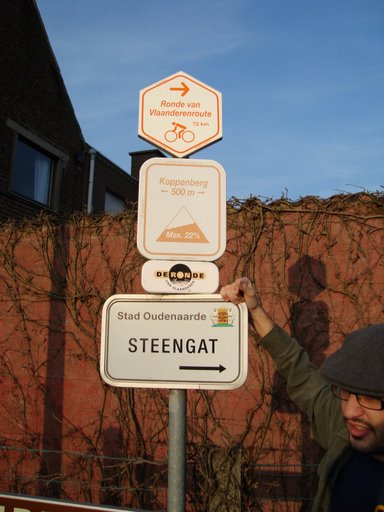
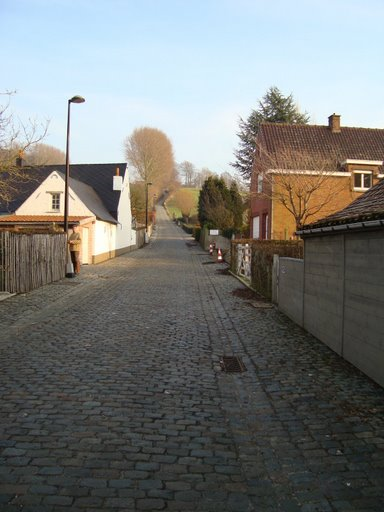
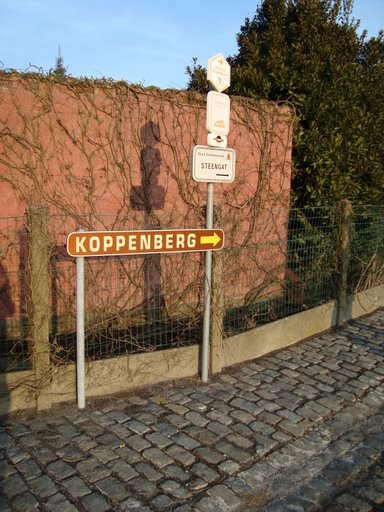